# Бічвуд (Кентуккі)
Бічвуд (англ. Beechwood Village) — місто (англ. city) в США, в окрузі Джефферсон штату Кентуккі. Населення — 1280 осіб (2020).

## Географія
Бічвуд розташований за координатами 38°15′24″ пн. ш. 85°37′47″ зх. д. / 38.25667° пн. ш. 85.62972° зх. д. (38.256672, -85.629859).  За даними Бюро перепису населення США в 2010 році місто мало площу 0,72 км², з яких 0,72 км² — суходіл та 0,00 км² — водойми.

## Демографія
Згідно з переписом 2010 року, у місті мешкали 1324 особи в 588 домогосподарствах у складі 369 родин. Густота населення становила 1837 осіб/км².  Було 611 помешкання (848/км²).
Расовий склад населення:
| - 93,0 % — білих - 2,8 % — чорних або афроамериканців - 1,4 % — азіатів - 0,1 % — вихідців з тихоокеанських островів - 1,4 % — осіб інших рас |

До двох чи більше рас належало 1,4 %. Частка іспаномовних становила 2,9 % від усіх жителів.
За віковим діапазоном населення розподілялося таким чином: 22,1 % — особи молодші 18 років, 62,3 % — особи у віці 18—64 років, 15,6 % — особи у віці 65 років та старші. Медіана віку мешканця становила 40,1 року. На 100 осіб жіночої статі у місті припадало 85,2 чоловіків;  на 100 жінок у віці від 18 років та старших — 80,4 чоловіків також старших 18 років.
Середній дохід на одне домашнє господарство  становив 79 069 доларів США (медіана — 69 000), а середній дохід на одну сім'ю — 98 534 долари (медіана — 83 542). Медіана доходів становила 64 205 доларів для чоловіків та 50 000 доларів для жінок. За межею бідності перебувало 8,0 % осіб, у тому числі 9,9 % дітей у віці до 18 років та 4,6 % осіб у віці 65 років та старших.
Цивільне працевлаштоване населення становило 748 осіб. Основні галузі зайнятості: освіта, охорона здоров'я та соціальна допомога — 26,5 %, фінанси, страхування та нерухомість — 12,7 %, мистецтво, розваги та відпочинок — 11,9 %.